# Marcusenius cuangoanus
Marcusenius cuangoanus är en fiskart som först beskrevs av Poll, 1967.  Marcusenius cuangoanus ingår i släktet Marcusenius och familjen Mormyridae. IUCN kategoriserar arten globalt som sårbar. Inga underarter finns listade i Catalogue of Life.